# فرانيو كوكولجفيتش
فرانيو كوكولجفيتش مواليد 7 أكتوبر 1909 في زغرب، الامبراطورية النمساوية المجرية - الوفاة 08 نوفمبر 2002 في جوهانسبرغ، كان لاعب كرة مضرب كرواتي بدأ مسيرته كمحترف سنة 1929 وكان يلعب باليد اليسرى، اعتزل اللعب في 1948.

## روابط خارجية
- فرانيو كوكولجفيتش على موقع رابطة محترفي التنس (الإنجليزية)
- فرانيو كوكولجفيتش على موقع الاتحاد الدولي لكرة المضرب (الإنجليزية)
- فرانيو كوكولجفيتش على موقع كأس ديفيز (الإنجليزية)
- فرانيو كوكولجفيتش على موقع خلاصة التنس.كوم (الإنجليزية)